# Le Doute (série télévisée)
 (novembre 2015).
Si vous disposez d'ouvrages ou d'articles de référence ou si vous connaissez des sites web de qualité traitant du thème abordé ici, merci de compléter l'article en donnant les références utiles à sa vérifiabilité et en les liant à la section « Notes et références ».
 (juin 2023).
Si vous disposez d'ouvrages ou d'articles de référence ou si vous connaissez des sites web de qualité traitant du thème abordé ici, merci de compléter l'article en donnant les références utiles à sa vérifiabilité et en les liant à la section « Notes et références ».
Le Doute (Gold Digger) est une série télévisée britannique diffusée en 2019 puis le 12 juin 2021 sur France 2.

## Synopsis
Julia est une femme de 60 ans, très fortunée, récemment divorcée et mère très dévouée de trois enfants ; elle est amoureuse de Benjamin, un homme très séduisant de 45 ans, dont la famille de Julia doute de la sincérité.

## Distribution
- Julia Ormond (VF : Françoise Cadol) : Julia Day
- Ben Barnes (VF : Rémi Caillebot) : Benjamin Greene
- Alex Jennings (VF : Bernard Bollet) : Ted Day
- Sebastian Armesto (VF : Eilias Changuel) : Patrick Day
- Yasmine Akram : Eimear Day
- Jemima Rooper (VF : Marie Bouvet) : Della Day
- Archie Renaux (VF : Bruno Méyère) : Leo Day
- Nikki Amuka-Bird (VF : Anne Dolan) : Marsha
- Karla-Simone Spence : Cali Okello
- Julia McKenzie (VF : Sophie Planet) : Hazel
- Indica Watson : Charlotte Day
- David Leon : Kieran

 Source et légende : version française (VF) sur RS Doublage